# Романо-д'Еццеліно
Романо-д'Еццеліно (італ. Romano d'Ezzelino, вен. Roman) — муніципалітет в Італії, у регіоні Венето, провінція Віченца.
Романо-д'Еццеліно розташоване на відстані близько 440 км на північ від Рима, 60 км на північний захід від Венеції, 31 км на північний схід від Віченци.
Населення — 14 492 особи (2014).
Щорічний фестиваль відбувається 2 лютого (Romano capoluogo). Покровитель — Santa Maria della Purificazione (Romano capoluogo).

## Демографія
Населення за роками:

Станом на 1 січня 2023 року в муніципалітеті офіційно проживали 1164 іноземці з 63 країн, серед них 345 громадян країн Євросоюзу та 62 громадяни України.

## Сусідні муніципалітети
- Бассано-дель-Граппа
- Борсо-дель-Граппа
- Кассола
- Муссоленте
- Пове-дель-Ґраппа